# 秦聯豐
涅蒂威·觸蒂帕派訕（1996年9月10日—），漢名秦聯豐，乳名法蘭克（แฟรงค์）是一名泰國社運人士、圖書館管理員、作家和政治家，曾創辦組織泰國教育復興聯盟和暹羅解放教育會。

## 簡歷
1996年出生於曼谷一個營商的中產小康家庭中，為家中次子，在曼谷以南的市郊北欖府長大，中學畢業後為朱拉隆功大學政治系所取錄，但入學前一教育學院學者公開質疑其取錄有損校譽，開學時他又拒絕遵循慣例向朱拉隆功國王銅像行跪拜禮，均引起話題。
2016年10月，秦聯豐邀請同齡的香港學運領袖黃之鋒到泰國曼谷為法政大學大屠殺紀念活動演講，但黃於抵埗後旋即遭泰國政府入境人員以不明理由扣留於蘇萬那普國際機場逾十小時，最後更將其遣返香港。事後泰國軍政府總理巴育聲稱遣返措施是應中國要求而採取，惟遭中方否認。

## 外部連結
- Facebook FanPage " Netiwit Ntw " （页面存档备份，存于）
- Youtube Channel " เนติวิทย์ โชติภัทร์ไพศาล "（页面存档备份，存于）
- Goodread "เนติวิทย์ โชติภัทร์ไพศาล "（页面存档备份，存于）